# آمفیون
آمفیون Amphion، در اسطوره‌های یونان، پسر زئوس و آنتیوپه است.
با برادرش زتوس شهر تب را گرفتند و دیرکه و شوهرش لوکوس را به انتقام رفتار آن‌ها با مادرشان کشتند و با هم بر تب حکم راندند. دیوار شهر تب را این دو برادر ساختند.
آمفیون و برادرش زتوس دو موسیقیدان بزرگ بودند که بنا بر افسانه ها با نوای چنگشان سنگ ها خود به خود به حرکت در می آمدند و قصرهای شهر تبس را ساخته اند.